# バッカスと酒飲み
『バッカスと酒飲み』（バッカスとさけのみ、伊: Bacco e bevitore、英: Bacchus and a Drinker）は、イタリア・バロック期の画家バルトロメオ・マンフレディが1600-1610年にキャンバス上に油彩で制作した絵画である。現在、ローマのバルベリーニ宮国立古典絵画館に所蔵されている。

## 作品
絵画の委嘱者と由来については記録がない。死去する直前の1622年の直筆の手紙の中で、マンフレディはマントヴァのヴィンチェンツォ1世・ゴンザーガに4点の作品を依頼してくれたことに対して感謝しているが、それらの作品がどのような主題であったのかはわからない。確実にわかっているのは、本作がシルヴィオ・ヴァレンティ・ゴンザーガ枢機卿のコレクションにあったことで、作品はジョヴァンニ・パオロ・パンニーニの1749年の絵画『ゴンザーガ枢機卿の画廊』 (ワズワース・アテネウム美術館、ハートフォード) 中の上部左に登場する。しかし、目録で本作は誤ってカラヴァッジョに帰属されていた。
1763年以降、シルヴィオ・ヴァレンティ・ゴンザーガ枢機卿のコレクションは散逸し、本作はジョヴァンニ・タルローニアの収集に加わった。続いて、彼は1829年の遺書で作品を相続者に遺したが、1892年に作品はイタリア国家の所有に帰した。
本作は1925年までカラヴァッジョに帰属されていたが、同年、研究者たちにより初めてマンフレディに帰属され、以後は認められている。20世紀の終わりに重要な修復作業が行われ、マンフレディが作品を描いた技術が明らかになった。とりわけ、時間をかけた彩色、人物像の細部が時に拠り所とした重層的な色彩の塗り重ねが明らかになり、それは素早く制作をしたカラヴァッジョやホセ・デ・リベーラの描法とはまったく対照的である。